# Юцика
Юцика (венг. Jucika) — венгерский комикс-стрип авторства Пала Пустаи, выходивший в социалистической Венгрии с 1957 по 1970 год, вплоть до смерти автора. Главная героиня — Юцика, молодая, привлекательная и кокетливая девушка. Она периодически сталкивается с разного рода проблемами и постоянным, порой нежелательным вниманием со стороны мужчин, иногда манипулируя ими.
Изначально комикс публиковался в журнале Érdekes Újsag, после приобретения широкой известности начал публиковаться в журнале Ludas Matyi, где выходил вплоть до самой смерти Пустаи 11 сентября 1970 года. За весь период были выпущено более 500 стрипов, 9 из которых также были напечатаны в восточно-немецком журнале Freie Welt. Комикс выпускался в Канаде под названием Judy. В 2003 году сборник стрипов был выпущен в Китае.
Популярность комикса возросла в 2010-е годы после их публикации в социальных сетях, таких как Twitter и Tumblr. В честь этого Венгерский музей торговли и туризма в течение пяти месяцев организовал выставку, посвящённую в том числе комиксам о Юцике.

## Сюжет
Главная героиня комиксов Юцика — 20-летняя черноволосая девушка, часто изображённая в откровенных нарядах. Юцика — раскрепощённая, любит модные наряды, постоянно обновляет гардероб. Чаще всего в комиксах Юцика попадала в ситуации неловкого и юмористического характера и решала возникшие проблемы необычными способами. Девушка жила в своё удовольствие и становилась постоянным и порой нежелательным предметом внимания у мужчин. Часто она кокетничала и заигрывала с мужчинами для достижения собственных целей или же помогала незнакомым людям. Девушка множество раз меняла место работы и пробовала себя в разнообразных профессиях, например, она успела поработать стюардессой, продавщицей, няней, инспектором по качеству и работницей на заводе. В комиксе, за несколькими исключениями, нет диалогов.

## История
Первый стрип был выпущен в 1957 году. Комикс изначально выходил в журнале Érdekes Újsag, затем в Ország-Világ. После завоевания популярности уже цветные комиксы с Юцикой начали публиковаться в журнале Ludas Matyi.
Юцика приобрела культовый статус в социалистической Венгрии в 1950-х и 1960-х годах. Если в номерах журнала Ludas Matyi не публиковались стрипы с Юцикой, в издательство поступали письма с жалобами от читателей. Комикс публиковался в период женской эмансипации и изменения восприятия гендерных ролей в венгерском обществе. Юцика воплощала карикатуру раскрепощённой женщины своей эпохи. Изображения Юцики печатались на разных венгерских товарах, например на карточных календарях. Образ героини также использовался в рекламе, нацеленной на женщин, например в телевизионной рекламе одежды. Юцика в исполнении венгерской актрисы Габи Магды появлялась в телешоу.
Периодический выпуск комикс-стрипов был прерван вместе со скоропостижной смертью их автора — Пала Пустаи 10 сентября 1970 года. Пустаи умер от сердечного приступа во время поездки в Дубровник. Последние стрипы с Юцикой были опубликованы 3 декабря 1970 года без подписей после того, как редакция журнала нашла черновики Пустаи на его рабочем столе. Многие оригинальные зарисовки Пустаи после его смерти были сожжены его вдовой.
Комиксы о Юцике, несмотря на их культовый статус в Венгрии, за её пределами были почти неизвестны. Переломный момент настал в 2010-е годы вместе с распространением стрипов в социальных сетях. Многие пользователи оценили юмор, представленный в комиксах, вокруг «Юцики» начали формироваться фанатские сообщества, публиковавшие фан-арты. Юцика стала популярным персонажем на имиджбордах. На фоне вышеописанных событий в 2018 году Венгерский музей торговли и туризма организовал выставку, посвящённую «Юцике», а также рекламной индустрии социалистической Венгрии, ориентированной на женщин.